# الجمعية السعودية للهندسة الصناعية وهندسة النظم
الجمعية السعودية للهندسة الصناعية وهندسة النظم (بالإنجليزية: Saudi Society for Systems Industrial Engineering) هي منظمة علمية هندسية تأسست في عام 2001، وتهتم بتخصص الهندسة الصناعية وهندسة النظم ومجالاتها في السعودية، وتمولها جامعة الملك عبد العزيز، ويرأس مجلس إدارتها الدكتور عبد الله بن عمر باحسين بافيل.

## التأسيس
تأسست الجمعية السعودية للهندسة الصناعية وهندسة النظم بقرار مجلس جامعة الملك عبد العزيز رقم (7) في اجتماعه السادس للعام 1421هـ 1422هـ بتاريخ 18 صفر 1422هـ.

## الاهداف
1. تنمية الفكر العلمي بشقيه النظري والتطبيقي في مجال الهندسة الصناعية وهندسة النظم والعمل على تنشيطه وتطويره ونشره.
2. تحقيق التواصل العلمي والمهني للأعضاء في الجمعية .
3. تقديم المشورة العلمية في مجال الهندسة الصناعية وهندسة النظم.
4. توفير فرص التدريب والتأهيل التقني لأعضاء الجمعية.
5. تيسير تبادل الإنتاج العلمي والخدمات العلمية التطبيقية والتعاون في مجال اهتمامات الجمعية بين الهيئات والمؤسسات و القطاعات المعنية المختلفة داخل المملكة وخارجها.